# United Football League (2009-2012)
La United Football League (UFL) fue una liga profesional de fútbol americano, la cual tuvo su temporada inaugural en octubre de 2009.
Fue fundada por William Hambrecht, un inversionista de Wall Street y antiguo socio minoritario en el equipo Oakland Invaders de la desaparecida United States Football League; y Tim Armstrong, quien fuera un alto ejecutivo en Google, actualmente trabajando como director ejecutivo de AOL.
La mayoría de los jugadores que conforman las escuadras de las franquicias de la liga en algún momento participaron para un equipo de la National Football League. Aunque esta liga no tiene ninguna conexión oficial con la National Football League y se dice que es una liga profesional mayor, hay gente que ha especulado que podría ser una liga menor, o una liga de "desarrollo" para la NFL. Hay otras personas que la han llamado como un "competidor" para la NFL.
Dos objetivos a largo plazo de la UFL son tener presencia en los mercados donde la NFL no tiene presencia alguna y estar presente si acaso no se llegara a un posible acuerdo entre la NFL y el sindicato de jugadores al finalizar el contrato colectivo en 2011, para darle la oportunidad a los jugadores de jugar en otra parte.

## Historia

### Desarrollo y Primera Temporada (2007-2009)
La UFL en un principio tenía planeado comenzar sus operaciones con ocho equipos en algunas ciudades que serían seleccionadas en el otoño de 2008. Se habían identificado aproximadamente 21 ciudades con fuertes bases económicas, una tradición por el fútbol americano y un alto número de promedios de puntos de televisión como ubicaciones potenciales para estos equipos. Los mercados que estuvieron en estudio incluían ciudades incluso fuera del continente americano:
- Estados Unidos: Austin, Birmingham, Columbus, Hartford, Honolulu, Las Vegas, Los Ángeles, Louisville, Memphis, Milwaukee, Orlando, Portland, Raleigh-Durham, Sacramento, Salt Lake City, San Antonio, San Jose, Nueva York y Oklahoma.

- Europa: Londres, Inglaterra

- México: Cd. de México, D.F. y Monterrey, Nuevo León.

Mark Cuban estuvo involucrado en las fases iniciales de la UFL, e incluso se llegó a mencionar como uno de los posibles dueños; aunque no participará en la temporada 2009, se espera que se una a la liga en 2010 o 2011.
El 9 de febrero de 2009, se anunció que Paul Pelosi, esposo de la Presidenta de la Cámara de Representantes, Nancy Pelosi, lideraría a un grupo de inversionistas para comprar 4 de las franquicias iniciales de la temporada de 2009.
La UFL dejó las puertas abiertas para la participación de más equipos para la temporada inaugural, a sabiendas de que muchos dueños potenciales (como se mencionó anteriormente a Mark Cuban) están tomando una posición de "esperar para ver". La temporada de 2009 ha sido descrita por su comisionado como un "lanzamiento pequeño," muy similar al que tuvo la Arena Football League en su temporada inaugural en 1987.
Para la temporada 2009 se tenían planes de dividir el calendario de cada equipo entre varias ciudades sede para intentar desarrollar una mayor cantidad de aficionados en las ocho ciudades que estaban planeadas en una posible expansión, así como posibles dueños en lo que la liga pasa de un concepto pequeño a uno más extenso.
Los equipos jugarían en seis o siete ciudades en la temporada inaugural, que consistirían en seis partidos por equipo, tres como visitantes y tres como local, de estos tres últimos dos serían en una "sede primaria," y el tercero en una "sede secundaria" o (en el caso de Orlando y tal vez San Francisco) una sede neutral. Después de esos seis partidos de temporada regular habría un Partido de Campeonato, que se jugaría en el fin de semana del Día de acción de gracias. La sede de ese partido sería el Sam Boyd Stadium en Las Vegas.
Las ciudades elegidas para la primera temporada de la UFL fueron New York (Sentinels), Las Vegas (Locomotives), Orlando (Tuskers) y San Francisco (Redwoods).
La temporada inaugural fue en el otoño de 2009, jugando sus partidos los días miércoles, jueves y los viernes por la noche, comenzó el 8 de octubre, un partido de los Redwoods se disputó en San Jose, para los Sentinels no se pudo conseguir un acuerdo para un estadio en Nueva York, lo que obligó que Sentinels jugara un partido en Hartford, Long Island y Nueva Jersey, y los Tuskers jugaron un partido en San Petersburgo, Florida y el Partido de Campeonato (UFL Championship Game)se llevó a cabo el fin de semana del Día de acción de gracias.
En algunas ciudades de Estados Unidos, el partido del viernes por la noche pudiera poner a la liga en competencia directa con los partidos del nivel de preparatorias. Por otra parte la National Football League (NFL), tiene prohibido (por una resolución federal) transmitir cualquier partido profesional dentro de un rango de 125 km (75 millas) donde se transmita un partido de la NCAA o de partidos de preparatorias los días viernes o sábados, comenzando desde el segundo viernes del mes de septiembre.

### Expansión 2010
En 2010 la UFL anunció que 5 ciudades eran candidatas a convertirse en el equipo de expansión para la temporada 2010 las cuales eran: Austin, Omaha, Portland, Salt Lake City y San Antonio. El 15 de abril se anunció que la franquicia de expansión sería para Omaha, el nombre de la franquicia fue seleccionado por votación de los fanes.
La liga se propuso que sus franquicias no estuvieran en sedes de actuales equipos de la NFL por lo que antes del inicio de la Temporada 2010 New York Sentinels se trasladó a Hartford, Connecticut, convirtiéndose en Hartford Colonials y los California Redwoods se trasladó a Sacramento, California para llamarse Sacramento Mountain Lions, en ambos casos el nombre de las franquicias fue seleccionado por votación de los fanes de cada equipo.

### 2011
Para 2011 se anunció la incorporación de una nueva franquicia en Hampton Roads (Área metropolitana de Norfolk) en Virginia así como el cese de operaciones de la franquicia de Florida Tuskers.

## Equipos 2011
En este mapa se muestra la ubicación física de los equipos que forman la United Football League.
| Equipo                    | Ciudad                   | Estadio                   | Debut | Entrenador           | Propietario    |
| ------------------------- | ------------------------ | ------------------------- | ----- | -------------------- | -------------- |
| Las Vegas Locomotives     | Las Vegas, Nevada        | Sam Boyd Stadium          | 2009  | Jim Fassel           | Bill Hambrecht |
| Omaha Nighthawks          | Omaha, Nebraska          | TD Ameritrade Park Omaha  | 2010  | Bart Andrus          | Zach Nelson    |
| Sacramento Mountain Lions | Sacramento, California   | Raley Field               | 2009  | Turk Schonert        | Paul Pelosi    |
| Virginia Destroyers       | Virginia Beach, Virginia | Virginia Beach Sportsplex | 2011  | Marty Schottenheimer | UFL            |

### Equipos Desaparecidos
| Equipo              | Ciudad                    | Estadios                                                | Debut | Última Temporada | Entrenador      |
| ------------------- | ------------------------- | ------------------------------------------------------- | ----- | ---------------- | --------------- |
| California Redwoods | San Francisco, California | AT&T Park Spartan Stadium                               | 2009  | 2009             | Dennis Green    |
| Florida Tuskers     | Orlando, Florida          | Citrus Bowl                                             | 2009  | 2010             | Jay Gruden      |
| Hartford Colonials  | Hartford, Connecticut     | Rentschler Field                                        | 2010  | 2010             | Jerry Glanville |
| New York Sentinels  | New York, New York        | Giants Stadium James M. Shuart Stadium Rentschler Field | 2009  | 2009             | Ted Cottrell    |

## Campeones
| Año       | Campeón               | Resultado | Subcampeón            | Sede                                 | MVP                 |
| --------- | --------------------- | --------- | --------------------- | ------------------------------------ | ------------------- |
| 2009 - CG | Las Vegas Locomotives | 20-17 TE  | Florida Tuskers       | Sam Boyd Stadium - Las Vegas         | DeDe Dorsey (LVL)   |
| 2010 - CG | Las Vegas Locomotives | 23-20     | Florida Tuskers       | Rosenblatt Stadium - Omaha           | Chase Clement (LVL) |
| 2011 - CG | Virginia Destroyers   | 17-3      | Las Vegas Locomotives | Virginia Beach Sportsplex - Virginia | Aaron Rouse (VID)   |

## Premios
|      | MVP                    |                         |                    |                            |
| Año  | Ofensivo               | Defensivo               | Equipos Especiales | COY                        |
| 2009 | Brooks Bollinger (FLT) |                         |                    | Jim Haslett (FLT)          |
| 2010 | Cory Ross (SML)        | Isaiah Trufant (LVL)    | Nick Novak (FLT)   | Jim Fassel (LVL)           |
| 2011 | Dominic Rhodes (VID)   | Stuart Schweigert (OMN) | Aaron Woods (SML)  | Marty Schottenheimer (VID) |

* MVP - Jugador Más Valioso
* COY - Entrenador en Jefe
Solo incluye temporada regular.

## Marca por equipo (2009-2011)
|     |                           | Temp. Regular | Temp. Regular | Temp. Regular | Temp. Regular | Temp. Regular | Temp. Regular | Temp. Regular | Postemporada | Postemporada | Postemporada | Postemporada | Postemporada | Postemporada | Postemporada |
| Po. | Equipo                    | J             | G             | P             | E             | PF            | PC            | Pct           | J            | G            | P            | E            | PF           | PC           | Pct          |
| 1   | Florida Tuskers           | 14            | 11            | 3             | 0             | 396           | 228           | 0.786         | 2            | 0            | 2            | 0            | 37           | 43           | 0.000        |
| 2   | Virginia Destroyers       | 4             | 3             | 1             | 0             | 105           | 63            | 0.750         | 1            | 1            | 0            | 0            | 17           | 3            | 1.000        |
| 3   | Las Vegas Locomotives     | 18            | 12            | 6             | 0             | 437           | 296           | 0.667         | 3            | 2            | 1            | 0            | 46           | 54           | 0.667        |
| 4   | Sacramento Mountain Lions | 18            | 7             | 11            | 0             | 354           | 400           | 0.389         | 1            | 1            | 0            | 0            | 25           | 19           | 1.000        |
| 5   | Omaha Nighthawks          | 12            | 4             | 8             | 0             | 173           | 298           | 0.333         | 1            | 0            | 1            | 0            | 19           | 25           | 0.000        |
| 6   | Hartford Colonials        | 14            | 3             | 11            | 0             | 225           | 379           | 0.214         | -            | -            | -            | -            | -            | -            | –            |

## Estructura y derechos de televisión
La UFL tiene una estructura propuesta por medio de la cual se debe regir la operación de todos los equipos. Esto incluye un rango de tope salarial de 12 a 20 millones de dólares por equipo con otro tope salarial referente al personal de 3 millones por equipo. Esperan tener por lo menos a 10 jugadores de cada róster con salarios superiores a 1 millón de dólares. Se espera que en la primera temporada, todos los equipos tengan gastos por un total de 16 millones de dólares en costos de jugadores y empleados, reflejados en una temporada corta.
Cada equipo estará atado de manera no oficial a dos divisiones de la National Football League. La franquicia de Florida, por ejemplo, se le permitirán los primeros derechos para poder contratar a jugadores que jugaron por última vez en la NFL para un equipo de la NFC Sur o la AFC Sur. Aparte tuvieron un draft el 18 de junio de 2009.
Los dueños pagaron 30 millones de dólares para comprar el control de la mitad de un equipo. La liga será dueña de la otra mitad. Esto es para ayudar a controlar los gastos (principalmente los salarios de los jugadores) que llevaron a la quiebra financiera de varias ligas anteriores.
La UFL se transmite por los canales de TV Versus y HDnet y todos los partidos serán transmitidos en alta definición, así como por radio con emisoras locales.

## Asistencia
| Año  | Temporada Regular | Promedio | Postemporada | Total   | Promedio |
| ---- | ----------------- | -------- | ------------ | ------- | -------- |
| 2009 | 116,132           | 9,687    | 14,801       | 130,933 | 10,072   |
| 2010 | 299,737           | 14,987   | 15,310       | 315,047 | 15,002   |